# Arthur Auwers
Georg Friedrich Julius Arthur von Auwers (Göttingen, 12 september 1838 - Berlijn, 24 januari 1915) was een Duits astronoom.

## Biografie
Hij studeerde aan de universiteit van Göttingen en werkte later aan de universiteit van Königsberg. 
Zijn specialisatie binnen de  astronomie was het bepalen en meten van posities en bewegingen van sterren met grote nauwkeurigheid.
Auwers ontdekte de dubbelsterren Sirius en Procyon door hun effect op de sterbeweging nog voor er telescopen waren die sterk genoeg waren om het te kunnen zien.
Auwers had slechts één deepsky object ontdekt dat tevens een plaats kreeg in de New General Catalogue: het spiraalvormig sterrenstelsel NGC 6503 in het sterrenbeeld Draak.
Vanaf 1866 werd hij secretaris van de Pruisische Academie van Wetenschappen. Hij leidde tevens de onderzoeken naar de overgang van Venus om de afstand tussen de Zon en de Aarde accurater te kunnen bepalen, waardoor het mogelijk zou moeten worden ook de grootte van het zonnestelsel preciezer te bepalen.
Hij begon ook aan een project om alle hemelkaarten samen te brengen in een. Hiervoor begon hij met één catalogus van nebula (sterrennevels), dat in 1862 werd uitgegeven.
Zijn graf staat op het protestants Friedhof I der Jerusalems- und Neuen Kirchengemeinde in Berlin-Kreuzberg.
Zijn zoon, Karl von Auwers, is ook een bekende chemicus door zijn ontdekking van Auwers' synthese.

## Eerbetoon
- Gouden medaille van de Royal Astronomical Society (1888)
- James Craig Watson Medal (1891)
- Bruce Medal (1899)
- De krater Auwers op de Maan is naar hem genoemd.